# Janek Meet
Janek Meet (* 2. Mai 1974 in Viljandi) ist ein ehemaliger estnischer Fußballspieler.

## Karriere
Seine Karriere begann Meet beim örtlichen Meistriliiga-Verein Tulevik Viljandi. Dort war er Stammspieler auf seiner Position. Dadurch wurde Norma Tallinn auf ihn aufmerksam und verpflichtete ihn. Bei Norma konnte er sich aber nicht durchsetzen und wechselte zur Saison 1995 zu Tervis Pärnu. Nach gutem Saisonverlauf wurde er von Flora Tallinn verpflichtet und wurde auf Anhieb Stammspieler. In der Nationalmannschaft Estlands bestritt er 37 Einsätze. Daneben wirkte er in der Auswahl der Insel Saaremaa bei den Island Games und diversen Freundschaftsspielen mit. Meet beendete seine Karriere Ende 2007 beim FC Kuressaare.